# John Thynne (politico 1515)

Sir John Thynne (Church Stretton, 1515 – Longleat, 21 maggio 1580) è stato un politico inglese.

## Biografia
Nacque a Church Stretton, nello Shropshire, nel 1515, ed era il figlio maggiore di Thomas Thynne, altrimenti Botevile, e di sua moglie Margaret, figlia di Thomas Eynns. Suo zio William Thynne era un cortigiano nella casa di re Enrico VIII e un editor letterario.
Tuttavia, non ci sono altre informazioni sul giovane Thynne, che potrebbe essere stato influenzato da suo zio a corte.

## Carriera
Nel 1535, era al servizio di Lord Vaux di Harrowden. Tra marzo e novembre 1538, Thynne, descritto come servo di Lord Hertford, presentò un ricorso alla Corte di Chancery riguardante la canonica di Wilby, nello Northamptonshire, sostenendo che erano stati erroneamente allontanati da Lord Vaux.
Nel 1536, divenne steward di Edward Seymour, I visconte di Beauchamp, durante il breve periodo in cui la sorella di Seymour, Jane Seymour, era la moglie di Enrico VIII d'Inghilterra. Seymour fu poi marchese di Hertford e Duca di Somerset. Thynne proseguito nel suo posto come amministratore fino all'esecuzione di Seymour per tradimento nel 1552.
Nel 1542 e il 1544, Thynne era con Seymour nelle spedizioni militari a nord. Venne nominato cavaliere dopo la vittoria della battaglia di Pinkie Cleugh del 1547.
Inoltre nel 1547, è diventato un uomo libero e membro della Venerabile Compagnia di Mercers. Divenne membro del Parlamento per Marlborough nel 1545 (e forse anche nel 1539 e 1542), e per il Salisbury nel 1547. Fu anche sceriffo di Somerset e Dorset per 1548-1549.
Quando la regina Elisabetta I ereditò il trono, molti amici di Thynne tornarono al potere, e lui era di nuovo in grado di espandere le sue proprietà e di recuperare alcuni dei suoi uffici.

## Matrimonio
Nel 1549, Thynne sposò Christiana, figlia di Sir Richard Gresham e una sorella di Sir Thomas Gresham, fondatore della Royal Exchange. La coppia ebbe nove figli ma solo sei raggiunsero l'età adulta.
Intorno al 1566, dopo la morte della sua prima moglie, sposò Dorothy, figlia di Sir William Wroughton, del Broad Hinton, e di sua moglie Eleanor Lewknor. Ebbero cinque figli.

## Morte
Quando morì nel 1580, lasciò manieri nello Wiltshire, Gloucestershire, Somerset e Oxfordshire, e dei beni nelle città di Londra, Westminster e Bristol. Fu sepolto nella chiesa parrocchiale di Longbridge Deverill, Wiltshire.